# Kampong Thom
Kampong Thom ( Língua khmer: ក្រុងកំពង់ធំ) é uma cidade no centro-sul do Camboja, sendo capital da província de Kampong Thom. De acordo com Censo de 2008, a população estimada da cidade é de 31 871 habitantes.